# Józef Grzegorz Wojtarowicz

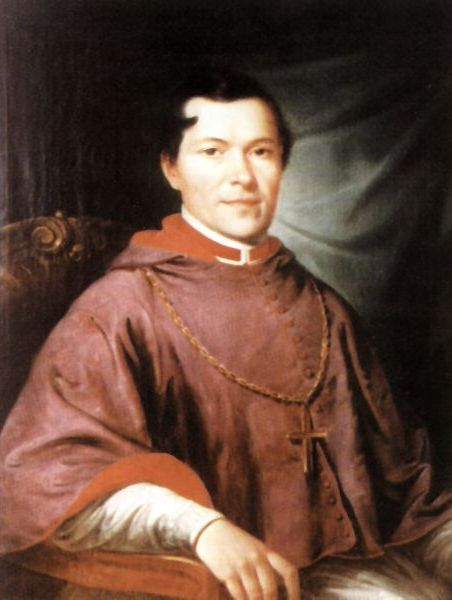
Józef Grzegorz Wojtarowicz, Bischof von Tarnów (1840–1850)

Józef Grzegorz Wojtarowicz (* 10. März 1791 in Szynwałd, Kleinpolen; † 31. Mai 1875 in Krakau) war Bischof von Tarnów.

## Leben
Er stammte aus einem bäuerlichen Anwesen in der Nähe von Tarnów. Nach dem Abitur in Tarnów studierte er Theologie in Lemberg und Wien. Am 27. August 1817 wurde er in Wien von Weihbischof Matthias Paulus Steindl zum Priester geweiht. 1819 wurde er Professor für Moraltheologie am Priesterseminar in Przemyśl. 1830 war er Mitglied des Domkapitels, von 1836 bis 1839 Generalvikar des Bischofs von Przemyśl Michał Korczyński.
Am 13. Juli 1840 wurde er zum Bischof von Tarnów ernannt. Die Bischofsweihe empfing er am 22. November 1840 in der Kathedralkirche von Przemyśl durch Bischof Franciszek Ksawery Zachariasiewicz. Im Bistum von Tarnów, in der Kathedrale, wurde er am 29. November 1840 installiert. Seine oppositionelle Haltung gegenüber den Behörden in Wien zwang ihn am 15. Juli 1850 zum Rücktritt. Er musste das Bistum Tarnów verlassen und lebte bis zu seinem Tod in Krakau.
Der emeritierte Bischof Józef Grzegorz Wojtarowicz wurde auf dem Friedhof Rakowicki in Krakau bestattet. Zum hundertsten Todestag ließ Bischof Jerzy Karol Ablewicz am 12. Dezember 1975 die Gebeine nach Tarnów überführen und in der Krypta der Kathedrale beisetzen.